# Le Monde perdu (Magritte)
Pour les articles homonymes, voir Le Monde perdu.
Le Monde perdu est un tableau réalisé par le peintre belge René Magritte en 1928. De format horizontal, cette huile sur toile surréaliste relève de sa série de Tableaux-mots. Elle représente une sorte de phylactère double où est écrit « personnage perdant la mémoire » d'une part et « corps de femme » d'autre part. Lui-même se déploie depuis l'angle supérieur droit de la composition devant un fond gris où sont inscrits les mots « paysage » et « cheval », ce dernier près d'une tache noire. Achetée en 1984, l'œuvre est conservée au musée des Beaux-Arts de Winterthour, à Winterthour, en Suisse.